# سباستيان سوريا
أندريس سيباستيان سوريا كونتانا، من مواليد 8 نوفمبر 1983 في بايساندو في أوروغواي، لاعب كرة قدم قطري من أصول أورجويانية يلعب حالياً في نادي قطر, يعتبر من أنجح اللاعبين المجنسين في تاريخ الكرة القطرية وبالإحصائيات أيضاً، لاعب يتميز بالسرعة والقوة الجسمانية والطول والروح والحس التهديفي واللياقة العالية .

## مسيرة اللاعب
و قد بدأ مسيرته الكروية مع نادي ليفربول مونتفيديو في عام 2002 وحتى عام 2004، وفي موسم 2004/2005 انتقل إلى نادي الغرافة، وفي عام 2005 انتقل إلى نادي قطر وفي موسم 2012-2013 انتقل لنادي الدحيل.وفي موسم 2015-2016 انتقل لنادي الريان و انتقل إلى الاهلي المصري في صيف 2020 و عاد إلى نادي قطر في صيف 2021.
و قد بدأ باللعب مع منتخب قطر لكرة القدم في عام 2006.

## كأس آسيا 2007
و قد سجل هدف التعادل لمنتخب قطر لكرة القدم في مرمى منتخب اليابان لكرة القدم، وقد سجل هدف التعادل في مرمى منتخب فيتنام لكرة القدم، وقد سجل هدف في مرمى منتخب الإمارات لكرة القدم، ولكن منتخب قطر لكرة القدم خرج من البطولة، وقد سجل هو جميع أهدافهم.

## روابط خارجية
- سباستيان سوريا على موقع الاتحاد الدولي (مؤرشف)  (الإنجليزية)
- سباستيان سوريا على موقع قاعدة بيانات كرة القدم.إي يو (الإنجليزية)
- سباستيان سوريا على موقع ناشيونال فوتبول تيمز (الإنجليزية)
- سباستيان سوريا على موقع Soccerway.com (الإنجليزية)
- سباستيان سوريا على موقع كووورة